# Сангрунгруанг, Йод
Йод Сангрунгруанг (тайск. ยอด สังข์รุ่งเรือง; 1897, провинция Пхитсанулок, Сиам — 9 октября 2003, провинция Пхитсанулок, Таиланд) — последний таиландский ветеран Первой мировой войны.

## Биография
Родился в 1897 году в провинции Пхитсанулок.
В 1917 году добровольно вступил в экспедиционный корпус Сиамской армии, принявший участие в Первой мировой войне. Служил механиком в авиационных частях.
Демобилизовался в июне 1919 года, вернулся в родную деревню, где впоследствии стал старостой.
В 1999 году в знак почтения получил офицерский чин подпоручика (тайск. ร้อยตรี).
Скончался 9 октября 2003 года в провинции Пхитсанулок, после непродолжительной госпитализации.

## Награды
- Медаль Победы (1921)
- Орден Почётного легиона (2000)